# Беларусь на Олимпийских играх
Республика Беларусь как независимое государство впервые выступила на зимней Олимпиаде 1994 года в Лиллехаммере. На летних Олимпийских играх 1992 года белорусские спортсмены входили в состав Объединённой команды.
Национальный олимпийский комитет Республики Беларусь основан 22 марта 1991 года, 9 марта 1992 года — признан Международным олимпийским комитетом в качестве временного члена, а 21 сентября 1993 года — признан официально. После создания Национального олимпийского комитета белорусские спортсмены выступили на 15 Олимпийских играх — восьми зимних и семи летних. В 2024 году на летних Играх в Париже выступали, как и россияне, в качестве Индивидуальных нейтральных спортсменов.
Белорусские спортсмены завоевали 105 олимпийских медалей: 21 золотую, 37 серебряных и 47 бронзовых.

## В составе Российской империи, Польской республики, СССР и Объединённой команды
Первым олимпийцем — уроженцем Беларуси считается Кароль Руммель, участник Олимпийских игр 1912 года (в составе команды Российской империи), 1924 и 1928 годов, бронзовый призёр IX Олимпиады 1928 года в Амстердаме (в составе команды Польши).
Спортсмены из Белорусской ССР участвовали с 1952 года в составе сборной СССР и завоевали большое количество медалей. В 1956 году метатель молота Михаил Кривоносов завоевал первую медаль (серебряную) для Белорусской ССР в составе СССР на летних Олимпийских играх в Мельбурне. В последующем спортсмены из Белорусской ССР выступали на летних Олимпийских играх со следующими результатами: в 1960 году — 4 золотых медали (полностью белорусский экипаж каноэ-двойки, борьба и одна фехтовальщица сборной СССР в командной рапире), 2 серебряных и 1 бронзовую медаль, в 1964 году — 3 золотых медали (включая медаль гимнастки Елены Волчецкой в командных соревнованиях) и 1 серебряную медаль, в 1968 году — 5 золотых, 2 серебряных и 2 бронзовые медали, в 1972 году — 11 золотых, 6 серебряных и 2 бронзовых медали (в том числе 3 золотых и 1 серебряную медаль завоевала гимнастка Ольги Корбут), в 1976 году — 7 золотых, 5 серебряных и 5 бронзовых медалей, в 1980 году — 14 золотых, 9 серебряных и 10 бронзовых медалей. В 1984 году белорусские спортсмены не участвовали в летних Олимпийских играх в связи с бойкотом СССР и большинства социалистических стран Олимпиады в Лос-Анджелесе. В 1988 году спортсмены из Белорусской ССР завоевали 12 золотых, 3 серебряных и 6 бронзовых медалей; отмечается, что минский гандбольный клуб СКА был базовым для сборной СССР, завоевавшей золотые медали. В 1992 году спортсмены Беларуси участвовали в Олимпийских играх в составе Объединённой команды (СНГ) и завоевали 17 золотых, 4 серебряных и 6 бронзовых медалей (в том числе 6 золотых медалей у Виталия Щербо).

## Таблица медалей
| Игры           | Участников                                                                   | Золото                                                                       | Серебро                                                                      | Бронза                                                                       | Всего                                                                        | Место                                                                        |                                                                              |
| -------------- | ---------------------------------------------------------------------------- | ---------------------------------------------------------------------------- | ---------------------------------------------------------------------------- | ---------------------------------------------------------------------------- | ---------------------------------------------------------------------------- | ---------------------------------------------------------------------------- | ---------------------------------------------------------------------------- |
| 1952—1988      | Спортсмены выступали в составе сборной СССР                                  | Спортсмены выступали в составе сборной СССР                                  | Спортсмены выступали в составе сборной СССР                                  | Спортсмены выступали в составе сборной СССР                                  | Спортсмены выступали в составе сборной СССР                                  | Спортсмены выступали в составе сборной СССР                                  | Спортсмены выступали в составе сборной СССР                                  |
| 1992 Барселона | Спортсмены выступали в составе Объединённой команды                          | Спортсмены выступали в составе Объединённой команды                          | Спортсмены выступали в составе Объединённой команды                          | Спортсмены выступали в составе Объединённой команды                          | Спортсмены выступали в составе Объединённой команды                          | Спортсмены выступали в составе Объединённой команды                          |                                                                              |
| 1996 Атланта   | 156                                                                          | 1                                                                            | 6                                                                            | 8                                                                            | 15                                                                           | 37                                                                           |                                                                              |
| 2000 Сидней    | 140                                                                          | 3                                                                            | 3                                                                            | 11                                                                           | 17                                                                           | 23                                                                           |                                                                              |
| 2004 Афины     | 151                                                                          | 2                                                                            | 5                                                                            | 6                                                                            | 13                                                                           | 26                                                                           |                                                                              |
| 2008 Пекин     | 181                                                                          | 3                                                                            | 4                                                                            | 7                                                                            | 14                                                                           | 23                                                                           |                                                                              |
| 2012 Лондон    | 173                                                                          | 2                                                                            | 5                                                                            | 3                                                                            | 10                                                                           | 26                                                                           |                                                                              |
| 2016 Рио       | 124                                                                          | 1                                                                            | 4                                                                            | 4                                                                            | 9                                                                            | 40                                                                           |                                                                              |
| 2020 Токио     | 108                                                                          | 1                                                                            | 3                                                                            | 3                                                                            | 7                                                                            | 45                                                                           |                                                                              |
| 2024 Париж     | Спортсмены выступали в составе сборной Индивидуальные нейтральные спортсмены | Спортсмены выступали в составе сборной Индивидуальные нейтральные спортсмены | Спортсмены выступали в составе сборной Индивидуальные нейтральные спортсмены | Спортсмены выступали в составе сборной Индивидуальные нейтральные спортсмены | Спортсмены выступали в составе сборной Индивидуальные нейтральные спортсмены | Спортсмены выступали в составе сборной Индивидуальные нейтральные спортсмены | Спортсмены выступали в составе сборной Индивидуальные нейтральные спортсмены |
| Итого          | Итого                                                                        | 13                                                                           | 30                                                                           | 42                                                                           | 85                                                                           |                                                                              |                                                                              |

| Игры                | Участников                                          | Золото                                              | Серебро                                             | Бронза                                              | Всего                                               | Место                                               |                                             |
| ------------------- | --------------------------------------------------- | --------------------------------------------------- | --------------------------------------------------- | --------------------------------------------------- | --------------------------------------------------- | --------------------------------------------------- | ------------------------------------------- |
| 1956—1988           | Спортсмены выступали в составе сборной СССР         | Спортсмены выступали в составе сборной СССР         | Спортсмены выступали в составе сборной СССР         | Спортсмены выступали в составе сборной СССР         | Спортсмены выступали в составе сборной СССР         | Спортсмены выступали в составе сборной СССР         | Спортсмены выступали в составе сборной СССР |
| 1992 Альбервиль     | Спортсмены выступали в составе Объединённой команды | Спортсмены выступали в составе Объединённой команды | Спортсмены выступали в составе Объединённой команды | Спортсмены выступали в составе Объединённой команды | Спортсмены выступали в составе Объединённой команды | Спортсмены выступали в составе Объединённой команды |                                             |
| 1994 Лиллехаммер    | 33                                                  | 0                                                   | 2                                                   | 0                                                   | 2                                                   | 15                                                  |                                             |
| 1998 Нагано         | 59                                                  | 0                                                   | 0                                                   | 2                                                   | 2                                                   | 20                                                  |                                             |
| 2002 Солт-Лейк-Сити | 64                                                  | 0                                                   | 0                                                   | 1                                                   | 1                                                   | 23                                                  |                                             |
| 2006 Турин          | 28                                                  | 0                                                   | 1                                                   | 0                                                   | 1                                                   | 21                                                  |                                             |
| 2010 Ванкувер       | 47                                                  | 1                                                   | 1                                                   | 1                                                   | 3                                                   | 17                                                  |                                             |
| 2014 Сочи           | 27                                                  | 5                                                   | 0                                                   | 1                                                   | 6                                                   | 8                                                   |                                             |
| 2018 Пхёнчхан       | 32                                                  | 2                                                   | 1                                                   | 0                                                   | 3                                                   | 15                                                  |                                             |
| 2022 Пекин          | 29                                                  | 0                                                   | 2                                                   | 0                                                   | 2                                                   | 24                                                  |                                             |
| Итого               | Итого                                               | 8                                                   | 7                                                   | 5                                                   | 20                                                  |                                                     |                                             |

### Медали по видам спорта
| Виды спорта                 | Золото | Серебро | Бронза | Всего |
| --------------------------- | ------ | ------- | ------ | ----- |
| Летние Олимпийские игры     |        |         |        |       |
| Лёгкая атлетика             | 3      | 5       | 7      | 15    |
| Гребля на байдарках и каноэ | 2      | 3       | 4      | 9     |
| Академическая гребля        | 2      | 1       | 4      | 7     |
| Прыжки на батуте            | 2      | 0       | 0      | 2     |
| Тяжёлая атлетика            | 1      | 4       | 3      | 8     |
| Пулевая стрельба            | 1      | 2       | 4      | 7     |
| Дзюдо                       | 1      | 0       | 1      | 2     |
| Теннис                      | 1      | 0       | 1      | 2     |
| Художественная гимнастика   | 0      | 4       | 3      | 7     |
| Борьба                      | 0      | 7       | 7      | 14    |
| Плавание                    | 0      | 2       | 1      | 3     |
| Бокс                        | 0      | 2       | 0      | 2     |
| Спортивная гимнастика       | 0      | 0       | 4      | 4     |
| Современное пятиборье       | 0      | 0       | 2      | 2     |
| Велоспорт                   | 0      | 0       | 1      | 1     |
| Зимние Олимпийские игры     |        |         |        |       |
| Биатлон                     | 4      | 4       | 3      | 11    |
| Фристайл                    | 4      | 2       | 2      | 8     |
| Конькобежный спорт          | 0      | 1       | 0      | 1     |
| Всего                       | 21     | 37      | 47     | 105   |

## Шефы миссий
| 1994 | — Леонид Хроменков (заместитель председателя Госкомспорта)                                  |
| 1996 | — Виктор Путьков (вице-президент НОК)                                                       |
| 1998 | — Ярослав Баричко (исполнительный директор НОК)                                             |
| 2000 | — Александр Григоров (замминистра спорта и туризма)                                         |
| 2002 | — Ярослав Баричко (исполнительный директор НОК)                                             |
| 2004 | — Анатолий Иванов (генеральный секретарь НОК)                                               |
| 2006 | — Александр Шевель (председатель директората национальных команд)                           |
| 2008 | — Александр Григоров (министр спорта и туризма)                                             |
| 2010 | — Дмитрий Шичко (замминистра спорта и туризма)                                              |
| 2012 | — Сергей Неред (замминистра спорта и туризма)                                               |
| 2014 | — Дмитрий Довгалёнок (начальник отдела мониторинга и развития олимпийских видов спорта НОК) |
| 2016 | — Александр Гагиев (первый замминистра спорта и туризма)                                    |
| 2020 | — Дмитрий Довгалёнок (вице-президент НОК)                                                   |

## Знаменосцы
- Список знаменосцев Беларуси на Олимпийских играх
- Беларусь на Паралимпийских играх
- Беларусь на Европейских играх
- Беларусь на Универсиадах
- Беларусь на Всемирных военных играх
- Беларусь на юношеских Олимпийских играх
- Беларусь на Сурдлимпийских играх